# 10513 Mackie
10513 Mackie eller 1989 TJ14 är en asteroid i huvudbältet som upptäcktes den 2 oktober 1989 av den belgiske astronomen Henri Debehogne vid La Silla-observatoriet. Den är uppkallad efter amatörastronomen Guy Thomas Mackie.
Den har en diameter på ungefär 18 kilometer.